# Panamerikanische Spiele 2015/Leichtathletik – 110 m Hürden der Männer

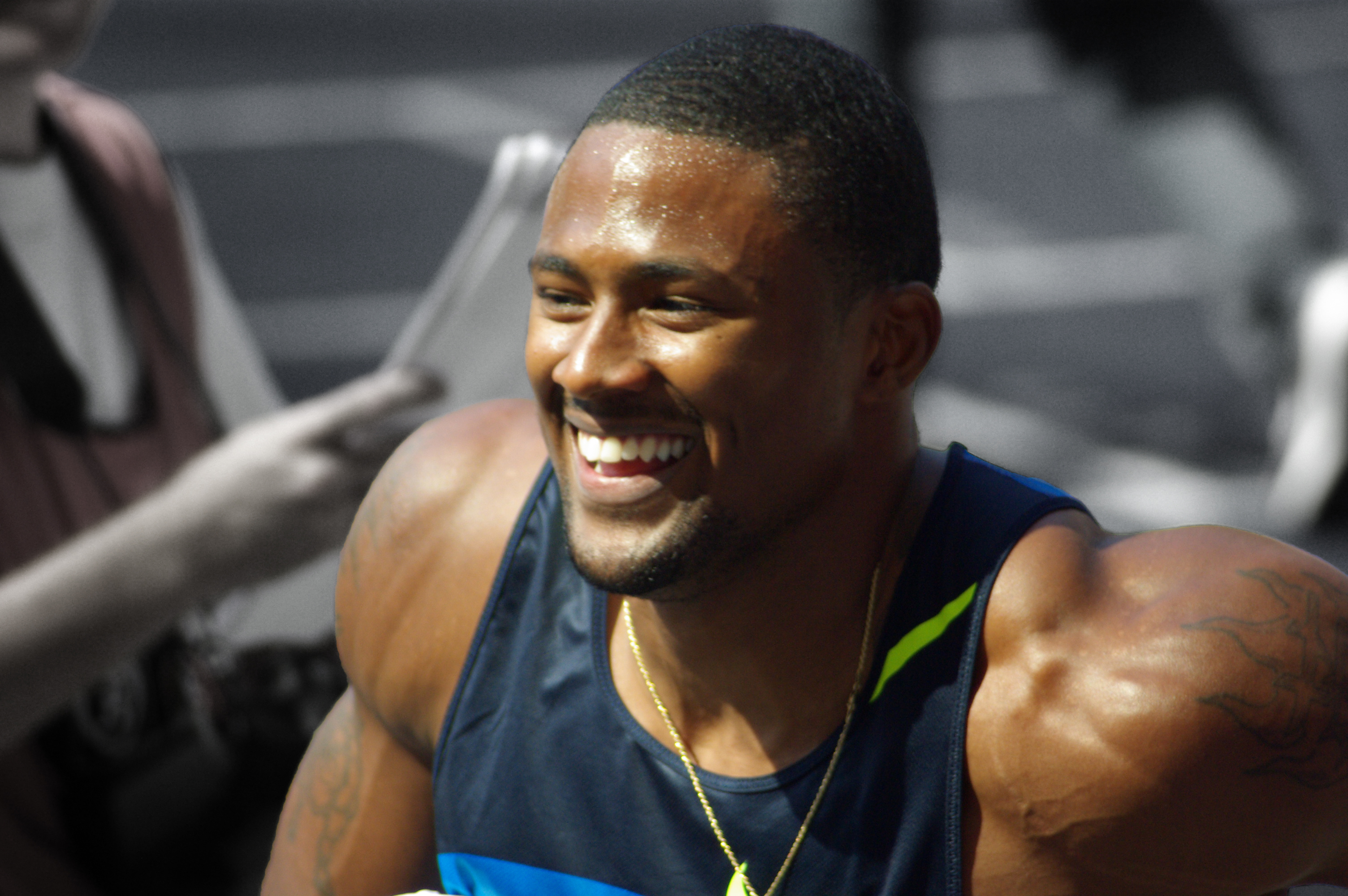
Der Sieger David Oliver (2008) beim ISTAF Berlin

Der 110-Meter-Hürdenlauf der Männer bei den Panamerikanischen Spielen 2015 fand am 24. Juli im CIBC Pan Am und Parapan Am Athletics Stadium in Toronto statt.
19 Läufer aus zwölf Ländern nahmen an dem Wettbewerb teil. Die Goldmedaille gewann David Oliver nach 13,07 s, was auch ein neuer Rekord der Panamerikanischen Spiele war. Silber ging an Mikel Thomas mit 13,17 s und die Bronzemedaille gewann Shane Brathwaite mit 13,21 s.

## Rekorde
Vor dem Wettbewerb galten folgende Rekorde:
| Weltrekord        | Aries Merritt | 12,80 s | Memorial Van Damme, Brüssel, Belgien           | 7. September 2012 |
| Rekord der Spiele | Dayron Robles | 13,10 s | Panamerikanische Spiele in Guadalajara, Mexiko | 28. Oktober 2011  |

## Halbfinale
Aus den drei Halbfinalläufen qualifizierten sich die jeweils zwei Ersten jedes Laufes – hellblau unterlegt – und zusätzlich die zwei Zeitschnellsten – hellgrün unterlegt – für das Finale.

### Lauf 1
24. Juli 2015, 10:10 Uhr

Wind: −0,4 m/s
| Platz | Bahn | Athlet             | Land      | Zeit (s) |
| ----- | ---- | ------------------ | --------- | -------- |
| 1     | 7    | Greggmar Swift     | Barbados  | 13,40    |
| 2     | 5    | Yordan O’Farrill   | Kuba      | 13,42    |
| 3     | 2    | Sékou Kaba         | Kanada    | 13,57    |
| 4     | 3    | Dwight Thomas      | Jamaika   | 13,58    |
| 5     | 6    | Jorge McFarlane    | Peru      | 13,73 SB |
| 6     | 4    | Éder Antônio Souza | Brasilien | 13,80    |

### Lauf 2
24. Juli 2015, 10:20 Uhr

Wind: +0,1 m/s
| Platz | Bahn | Athlet           | Land                | Zeit (s) |
| ----- | ---- | ---------------- | ------------------- | -------- |
| 1     | 6    | Shane Brathwaite | Barbados            | 13,36    |
| 2     | 3    | Mikel Thomas     | Trinidad und Tobago | 13,44    |
| 3     | 2    | Jhoanis Portilla | Kuba                | 13,53 SB |
| 4     | 5    | Ray Stewart      | Vereinigte Staaten  | 13,62    |
| 5     | 7    | Ronald Forbes    | Cayman Islands      | 13,78    |
| 6     | 4    | Jonatha Mendes   | Brasilien           | 13,81    |

### Lauf 3
24. Juli 2015, 10:30 Uhr

Wind: −0,1 m/s
| Platz | Bahn | Athlet           | Land                         | Zeit (s) |
| ----- | ---- | ---------------- | ---------------------------- | -------- |
| 1     | 5    | David Oliver     | Vereinigte Staaten           | 13,15    |
| 2     | 2    | Tyler Mason      | Jamaika                      | 13,40    |
| 3     | 6    | Johnathan Cabral | Kanada                       | 13,55    |
| 4     | 8    | Eddie Lovett     | Amerikanische Jungferninseln | 13,65    |
| 5     | 4    | Jeffrey Julmis   | Haiti                        | 13,72    |
| 6     | 3    | Genaro Rodríguez | Mexiko                       | 14,15    |
|       | 7    | Javier McFarlane | Peru                         | DNF      |

## Finale
24. Juli 2015, 13:10 Uhr

Wind: +0,8 m/s
| Platz | Bahn | Athlet           | Land                | Zeit (s) |
| ----- | ---- | ---------------- | ------------------- | -------- |
|       | 3    | David Oliver     | Vereinigte Staaten  | 13,07 PR |
|       | 8    | Mikel Thomas     | Trinidad und Tobago | 13,17 NR |
|       | 4    | Shane Brathwaite | Barbados            | 13,21 PB |
| 4     | 6    | Greggmar Swift   | Barbados            | 13,28 PB |
| 5     | 1    | Jhoanis Portilla | Kuba                | 13,30 PB |
| 6     | 7    | Yordan O’Farrill | Kuba                | 13,36    |
| 7     | 5    | Tyler Mason      | Jamaika             | 13,69    |
| 8     | 2    | Johnathan Cabral | Kanada              | 14,07    |